# Weberocereus tunilla
Weberocereus tunilla là một loài thực vật có hoa trong họ Cactaceae. Loài này được (F.A.C. Weber) Britton & Rose miêu tả khoa học đầu tiên năm 1909.

## Hình ảnh

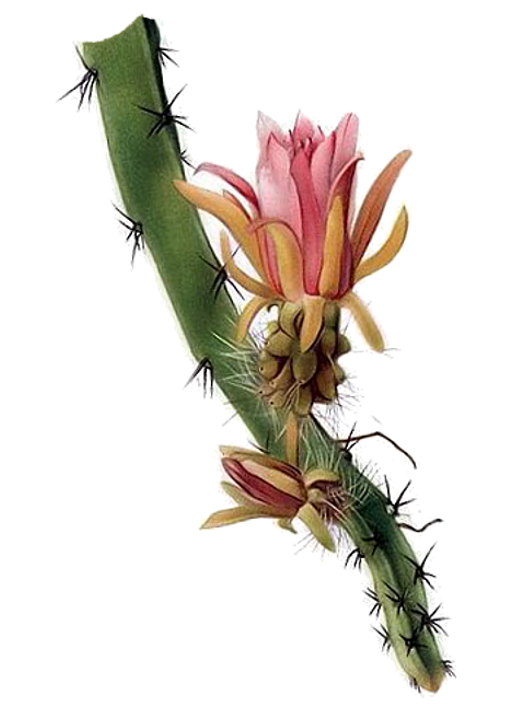
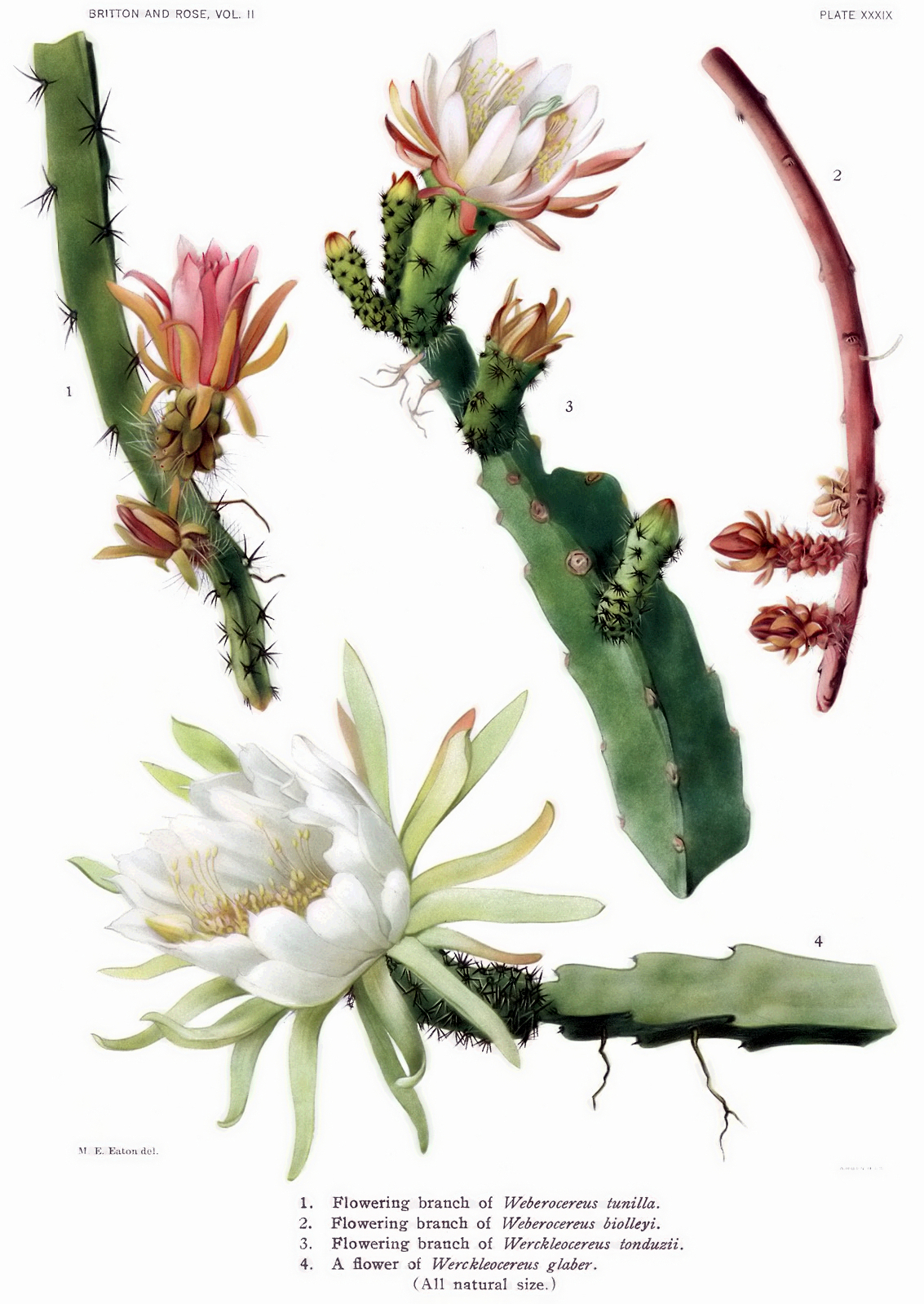
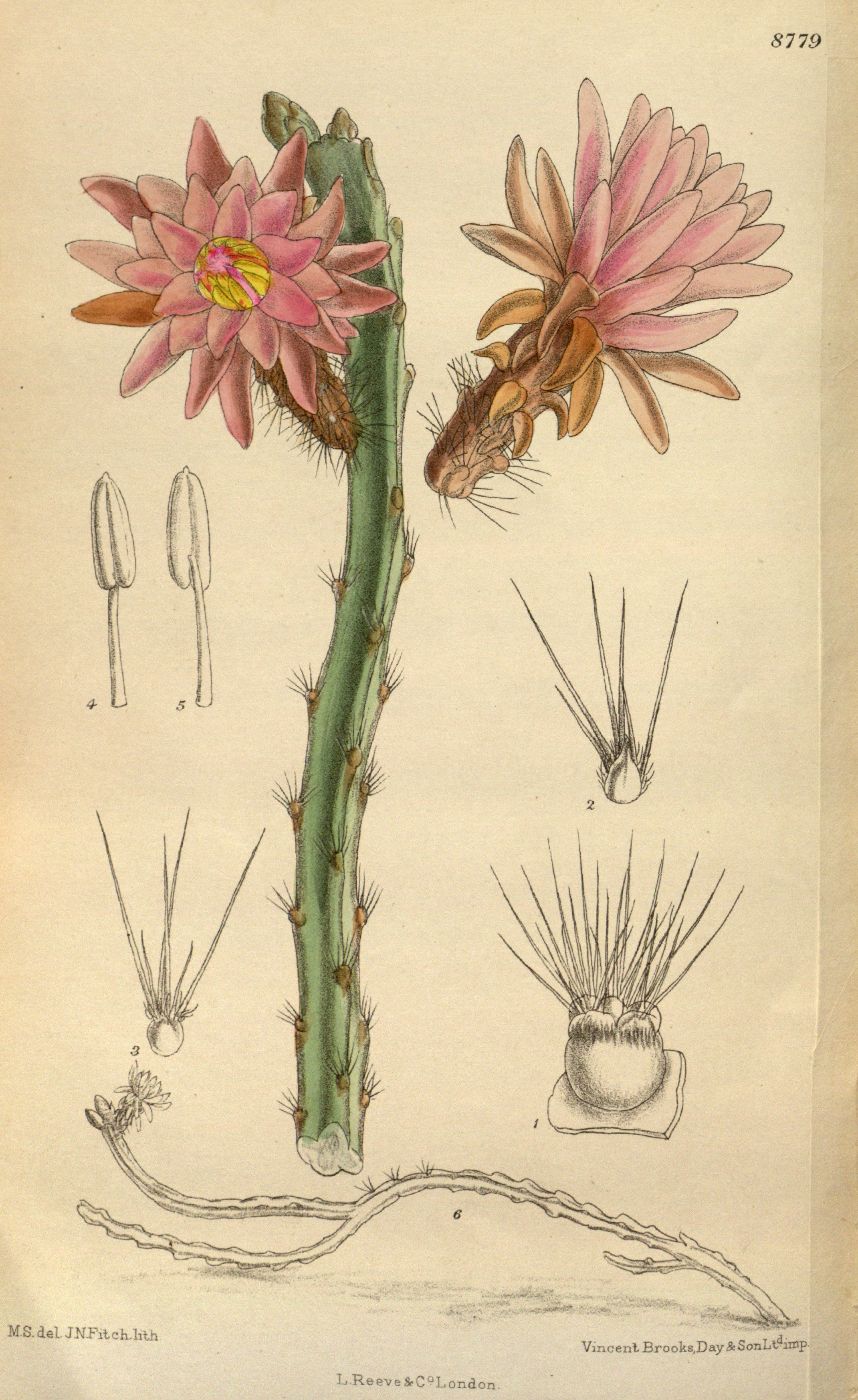